# دی‌ایزوپروپیل‌زینک
دی‌ایزوپروپیل‌زینک (به انگلیسی: Diisopropylzinc) با فرمول شیمیایی C۶H۱۴Zn یک ترکیب شیمیایی با شناسه پاب‌کم ۵۲۰۷۵۸۷ است. که جرم مولی آن ۱۵۱٫۵۸ g/mol می‌باشد. 